# Ciavieja
El mosaico de Ciavieja se encontró en una colina próxima al antiguo trazado de la carretera Nacional 340, en El Ejido (Almería), España. El nombre del paraje es una contracción de «Ciudad Vieja», muy posiblemente referente a la antigua Murgi. El mosaico se puede contemplar en la Biblioteca Municipal del municipio de El Ejido.
En sus proximidades -Cortijo Alférez- se habían encontrado a lo largo del tiempo restos arqueológicos de procedencia romana (Historia de la Baja Alpujarra, del Padre Tapia).

## Murgi
Inscrita en abril de 2017 como parte del Catálogo General del Patrimonio Histórico Andaluz con la tipología de zona, se trata de un yacimiento que se inscribe dentro de la evolución de la provincia de Almería y, en general, del sureste español. Así, se encuentran restos de la Cultura neolítica de Almería, previa a la de Los Millares, y de la civilización argárica, primer Estado de Europa occidental, cuyas tumbas y cerámicas se observan en este yacimiento. Tras un período de abandono, se retoma la población en el siglo V a. C., y entra dentro de la influencia tartésica primero y cartaginesa después. Es aquí de donde debe provenir el topónimo Murgi, emparentado con otros topónimos ibéricos como Astigi, Lastigi u Olontigi, y que según Caro Baroja vendrían a nombrar asentamientos fortificados sitos en altos, cuyas poblaciones acabaron descendiendo, como sucedió con el actual El Ejido. De esta época, púnica, presentan especial relevancia las cerámicas griegas, fundamentalmente fragmentos de vasos de barniz negro áticos y figuras rojas, que debieron llegar a Ciavieja desde la cercana Abdera; las iberas (cuencos, platos y vasos), y las ánforas de tipología púnica.
Murgi se convirtió en ciudad estipendiaria tras la conquista de Roma, que expulsó a los cartagineses del sur peninsular a finales del siglo III a. C. Plinio el Viejo habla así de la ciudad en su Naturalis Historia, ya cuando es municipium, posiblemente tras el edicto de Vespasiano:

In eo prima Hispania terrarum est Ulterior appellata, eadem Baetica. Mox a fine murgitano Citerior eademque Tarraconensis ad Pyrenaei iuga.
En este punto, la llamada Hispania Ulterior e igualmente Bética es la primera de estas tierras. A continuación, a partir del territorio de Murgi se encuentra la Citerior, llamada también Tarraconense, hasta los montes Pirineos.
Naturalis Historia, III, 2

Observando las citas que del municipium hacen los autores latinos debemos suponer que fue un lugar de referencia, no solo por ser el término suroriental de la Bética sino por su notable producción de garum, valoradísimo por los romanos. Como fuentes epigráficas, Murgi cuenta con nueve inscripciones latinas de entre los siglos I y III d. C.: una monumental, una votiva, dos honoríficas, una honorífica-funeraria, dos funerarias, dos indefinidas y varios tituli picti sobre ánforas. En tres de ellas se confirma su estatus de municipium al hablar de res publica. La aparición de dos pedestales dedicados a Adriano y a Caracalla confirman la existencia de un foro, presidido se supone por ambas estatuas. Una exploración con georradar ha hallado un muro con forma circular que podría encajar con los de un anfiteatro, lo que refuerza las sospechas que infunde una inscripción dedicada a una tal Porcia Maura, del siglo II, y que hace referencia a unos juegos circenses. Por otra parte, se habla en un fragmento de la tribu Quirina, a la que podría estar asociada la ciudad.  
La ciudad quedó dentro de la provincia de Ulterior, y fue de hecho frontera entre las dos provincias de la primera Hispania romana. Una vez Augusto reforma la organización territorial, queda dentro de la Bética y del convento jurídico de Gades.  
El nombre actual del yacimiento debe provenir de la contracción de civitas vetula, «ciudad vieja», que debió dar el topónimo anterior Cidavieja, que con la típica desaparición de la /d/ en posición intervocálica vino a dar Ciavieja. Debe de ser una evolución, se entiende, previa a la llegada de castellanos y aragoneses tras la toma de Granada, por lo que podemos decir que es un resultado del mozárabe almeriense.  

### El hallazgo

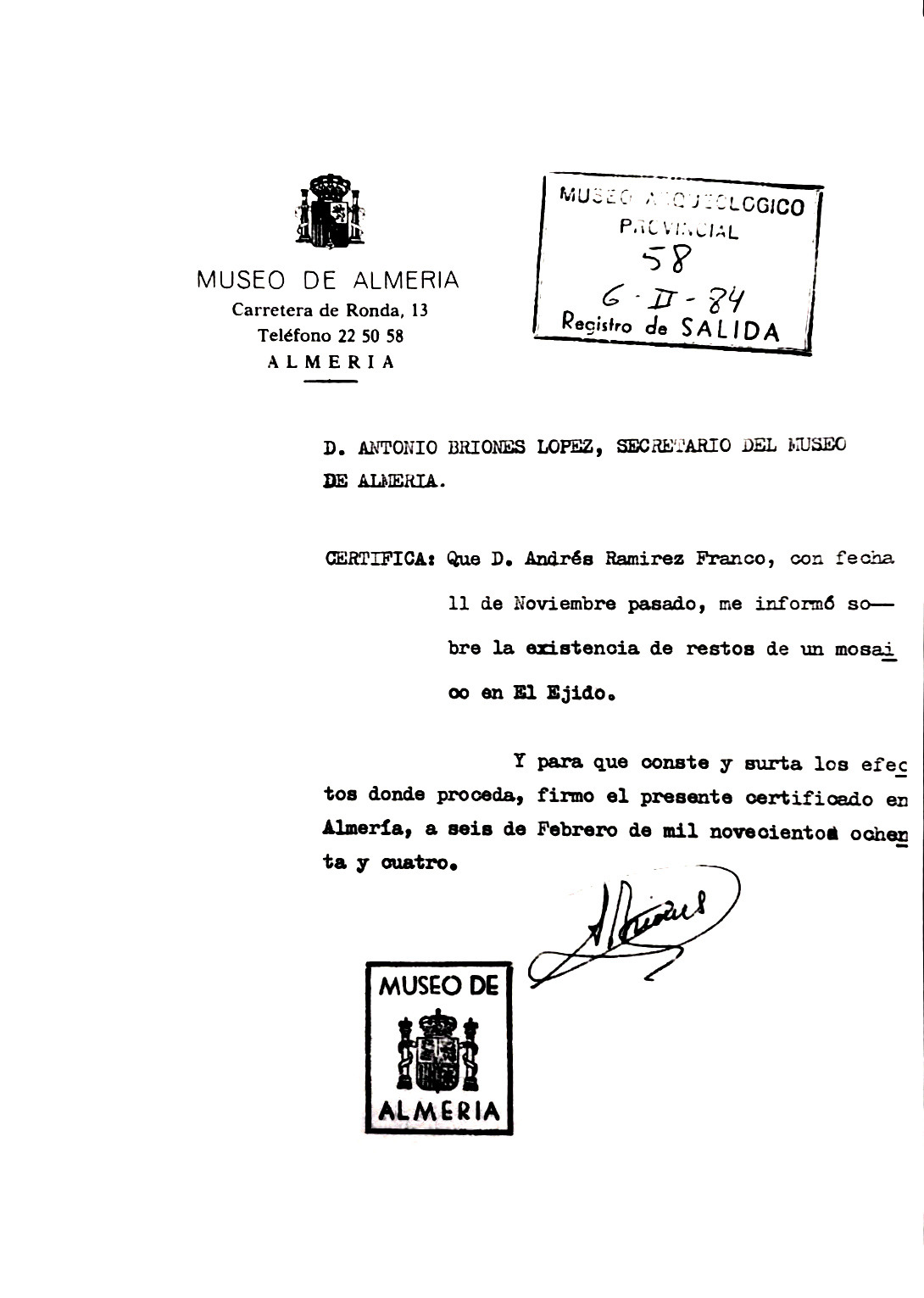
Certificado del museo del momento del descubrimiento del mosaico.

El mosaico apareció en 1983 como consecuencia de un detector de metales. El ingeniero aficionado Andrés Ramírez Franco descubrió un extremo del mosaico  y puso inmediatamente el hallazgo en conocimiento del concejal Juan Llerena, que ordenó su inmediata protección. La intervención de la Consejería de Cultura de la Junta de Andalucía permitió su inmediata recuperación y protección.
En 1985 tuvo lugar una excavación arqueológica para recuperar los restos de lo que debía ser parte de una casa o domus señorial en una de cuyas estancias se encontraba el mosaico. En la actualidad la zona constituye un Parque Arqueológico pendiente de desarrollar que se llamará Parque Arqueológico Ángel Aguilera en honor a uno de sus descubridores.

#### El mosaico
En la sala de la domus que conserva parte del alzado de los muros con restos de estucos pintados, un escalón de acceso, donde aún se podían observar los goznes donde encajaba la puerta, se hallaba el mosaico de aproximadamente 20 m². Sus medidas eran de 4,45 m de ancho por 4,60 m de largo, aunque estaba incompleto. Se trata de un mosaico compuesto por teselas irregulares en azul, negro, rojo y blanco, propia del siglo III.
En cuanto a su composición, el mosaico consta de un pasillo junto a la puerta que hacía de entrada a esta habitación. Su decoración presenta un motivo principal de palmeta de acanto 
esquematizada de la que parte el follaje que termina en hojas lanceoladas, cáliz, florecillas, 
etc. A este motivo hay que añadir las ménades que representan las estaciones. El tema central del mosaico representa la figura de una pantera sedente rodeada por una línea de postas. Debemos tener en cuenta que la pantera es uno de los animales típicos que suelen acompañar al séquito del dios Baco, al que se considera el difusor de la agricultura y del logro del vino.